# Колевай
Колева́й (рос. Колевай) — присілок в Глазовському районі Удмуртії, Росія.

## Населення
Населення — 120 осіб (2010; 59 в 2002).
Національний склад станом на 2002 рік:
- удмурти — 78 %

## Урбаноніми[3]
- вулиці — Зарічна, Нова, Центральна